# صلیب اینشتین
صلیب اینشتین (به انگلیسی: Einstein Cross) یا Q2237+030 یا QSO 2237+0305 یک اختروش متأثر از همگرایی گرانشی است که مستقیماً پشت ZW 2237+030 که به نام عدسی هاچرا شناخته می‌شود، قرار می‌گیرد. به دلیل همگرایی گرانشی قوی، چهار تصویر از یک اختروش دور در اطراف یک کهکشان زمینه دیده می‌شوند.
بنا بر تفسیرهای کنونی از انتقال به سرخ این اختروش، فاصله آن از زمین در حدود ۸ میلیارد سال نوری است، در حالیکه کهکشان عدسی (همگرا کننده) در فاصله ۴۰۰ میلیون سال نوری قرار گرفته‌است.

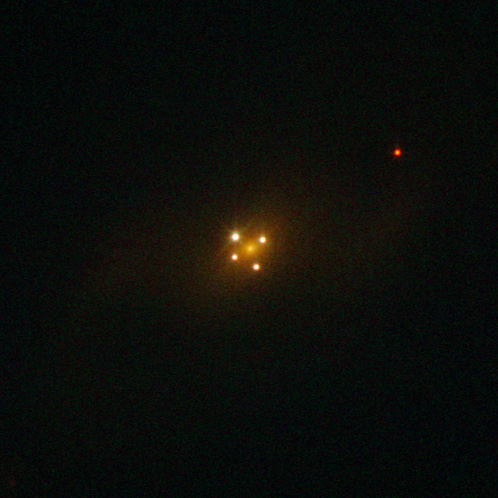
تصویر تلسکوپ فضایی هابل از صلیب اینشتین.